# Takasugi Ryota
Takasugi Ryota (高杉 亮太 Takasugi Ryōta, sinh ngày 10 tháng 1 năm 1984 ở Ube, Yamaguchi) là một cầu thủ bóng đá người Nhật Bản hiện tại thi đấu cho V-Varen Nagasaki.

## Thống kê sự nghiệp câu lạc bộ
Cập nhật đến ngày 23 tháng 2 năm 2016.
| Thành tích câu lạc bộ | Thành tích câu lạc bộ | Thành tích câu lạc bộ | Giải vô địch | Giải vô địch | Cúp                   | Cúp                   | Khác    | Khác      | Tổng cộng | Tổng cộng |
| Mùa giải              | Câu lạc bộ            | Giải vô địch          | Số trận      | Bàn thắng    | Số trận               | Bàn thắng             | Số trận | Bàn thắng | Số trận   | Bàn thắng |
| Nhật Bản              | Nhật Bản              | Nhật Bản              | Giải vô địch | Giải vô địch | Cúp Hoàng đế Nhật Bản | Cúp Hoàng đế Nhật Bản | Khác1   | Khác1     | Tổng cộng | Tổng cộng |
| --------------------- | --------------------- | --------------------- | ------------ | ------------ | --------------------- | --------------------- | ------- | --------- | --------- | --------- |
| 2006                  | Machida Zelvia        | JRL                   | 13           | 4            | -                     | -                     | -       | -         | 13        | 4         |
| 2007                  | Ehime FC              | J2 League             | 12           | 1            | 0                     | 0                     | -       | -         | 12        | 1         |
| 2008                  | Ehime FC              | J2 League             | 36           | 0            | 2                     | 0                     | -       | -         | 38        | 0         |
| 2009                  | Ehime FC              | J2 League             | 22           | 0            | 0                     | 0                     | -       | -         | 22        | 0         |
| 2010                  | Ehime FC              | J2 League             | 22           | 1            | 0                     | 0                     | -       | -         | 22        | 1         |
| 2011                  | Ehime FC              | J2 League             | 35           | 3            | 0                     | 0                     | -       | -         | 35        | 3         |
| 2012                  | Ehime FC              | J2 League             | 8            | 0            | 0                     | 0                     | -       | -         | 8         | 0         |
| 2013                  | V-Varen Nagasaki      | J2 League             | 28           | 3            | 1                     | 0                     | 1       | 0         | 30        | 3         |
| 2014                  | V-Varen Nagasaki      | J2 League             | 25           | 1            | 2                     | 1                     | -       | -         | 27        | 2         |
| 2015                  | V-Varen Nagasaki      | J2 League             | 31           | 0            | 0                     | 0                     | 1       | 0         | 32        | 0         |
| Tổng                  | Tổng                  | Tổng                  | 232          | 14           | 5                     | 1                     | 2       | 0         | 239       | 15        |

1Bao gồm Promotion Playoffs to J1.